# Доминик Уест
Доминик Уест (на английски: Dominic West) е английски театрален и филмов актьор, носител на награда на БАФТА и награда „Сателит“, номиниран е за две награди „Златен глобус“. Известни филми с негово участие са „Ричард III“, „Невидима заплаха“, „28 дни“, „Чикаго“, „300“, „Центурион“, „Тайните служби на Дядо Коледа“, „Джон Картър“, сериалите „Наркомрежа“, „Детски психолог“, „Аферата“ и други.

## Биография
Доминик Уест е роден на 15 октомври 1969 г. в Шефилд, Йоркшър, Англия, в семейството на заможни ирландски католици. Доминик е най-малкото от шест деца, баща му Джордж Уест е собственик на фабрика за пластмасови изделия, майка му Моя е домакиня.
Доминик учи първо в „Итън Колидж“ и насърчаван от директорът на отдела по драматургия Робърт Фрийдман, решава да стане професионален актьор. Той играе в няколко колежански театрални постановки, включително и главна роля в „Хамлет“. След като завършва „Итън“ се записва в „Тринити Колидж“ в Дъблин. Дипломира се в „Тринити“ с бакалавърска степен по литература и се записва да учи актьорско майсторство в училището за музика и драма „Гилдхол“ в Лондон. Дипломира се през 1995 г.
Доминик Уест има любовна връзка с Поли Астор (дъщеря на британския политик Майкъл Астор). Двамата имат дъщеря на име Марта родена през 1998 г. Доминик и Поли се разделят две години след раждането на дъщеря им. През 2010 г. Уест се жени за Катрин Фицджералд. Двамата имат четири деца. Катрин Фицджералд е англо-ирландска аристократка, дъщеря на Дезмънд Фицджералд, 29-и рицар на Глин.

## Частична филмография
- 1995 – „Ричард III“ (Richard III)
- 1996 – „Да устоиш на Пикасо“ (Surviving Picasso)
- 1999 – „Сън в лятна нощ“ (A Midsummer Night's Dream)
- 1999 – „Междузвездни войни: Епизод I - Невидима заплаха“ (Star Wars Episode I: The Phantom Menace)
- 1999 – „Коледна песен“ (A Christmas Carol)
- 2000 – „28 дни“ (28 Days)
- 2001 – „Рок звезда“ (Rock Star)
- 2002 – „Виолончелото“ (Ten Minutes Older: The Cello)
- 2002 – „Чикаго“ (Chicago)
- 2003 – „Усмивката на Мона Лиза“ (Mona Lisa Smile)
- 2004 – „Забравените“ (The Forgotten)
- 2007 – „Ханибал Лектър: Зараждането на злото“ (Hannibal Rising)
- 2007 – „300“
- 2008 – „Наказателят: Военна зона“ (Punisher: War Zone)
- 2002 – 2008 – „Наркомрежа“ (сериал, The Wire)
- 2010 – „Центурион“ (Centurion)
- 2011 – „Детски психолог“ (сериал, Appropriate Adult)
- 2011 – „Тайните служби на Дядо Коледа“ (анимация, Arthur Christmas)
- 2011 – „Джони Инглиш се завръща“ (Johnny English Reborn)
- 2012 – „Джон Картър“ (John Carter)
- 2014 – „Гордост“ (Pride)
- 2016 – „Пулсът на парите“ (Money Monster)
- 2016 – „Търсенето на Дори“ (Finding Dory)
- 2014 – „Аферата“ (The Affair)
- 2017 – „Квадратът“ (The Square)